# انتخابات الرئاسة الأمريكية 1828
الانتخابات الرئاسية الأمريكية 1828 هي الانتخابات الرئاسية الأمريكية التي جرت في 1828، لانتخاب رئيس الولايات المتحدة، فاز بالانتخابات أندرو جاكسون.

## المرشحين
| المرشح       | الحزب | عدد الأصوات |
| ------------ | ----- | ----------- |
| أندرو جاكسون |       |             |